# Lucia Catullo
Lucia Catullo (Bari, 10 settembre 1927 – Narni, 31 dicembre 1985) è stata un'attrice e doppiatrice italiana.

## Biografia
Lucia Catullo iniziò la sua carriera artistica come danzatrice classica, ma a seguito di un incidente fu costretta a ripiegare sul teatro.
Frequentò l'Accademia nazionale d'arte drammatica, dove fu allieva di Sergio Tofano. Il suo debutto fu al Teatro Stabile di Torino a cui seguirono molti e variegati impegni, tra i quali va ricordata la sua adesione alla cooperativa degli "Associati" assieme a Ivo Garrani, Enrico Maria Salerno, Giancarlo Sbragia, Gian Maria Volonté e Riccardo Cucciolla. Durante gli anni Settanta fu impegnata in spettacoli caratterizzati dal forte impegno politico, quali ad esempio Sacco e Vanzetti e Il caso Oppenheimer.
Successivamente la sua carriera si aprì ad altre esperienze che, oltre al teatro, riguardarono la radio, la televisione e il doppiaggio.
In televisione prese parte a diversi sceneggiati, tra i quali 1898: Processo a Don Albertario, diretto da Leandro Castellani, e Il commissario De Vincenzi, per la regia di Mario Ferrero. Come doppiatrice prestò la sua voce a numerose attrici internazionali tra le quali Barbara Bain, Sandy Dennis e Debbie Reynolds.
Nell'ultimo periodo della sua vita si dedicò alla radio, come protagonista dello sceneggiato mattutino di Radiodue Matilde, grazie al quale vinse il Microfono d'argento.
Lucia Catullo è deceduta a Narni la sera del 31 dicembre 1985 per l'aggravarsi del tumore di cui soffriva. Undici giorni prima Radiodue aveva trasmesso l'ultima puntata di Matilde. 
È sepolta a Roma nel cimitero di Prima Porta.

## Filmografia parziale

### Cinema
- Quel maledetto giorno della resa dei conti, regia di Sergio Garrone (1971)
- La ragazzina, regia di Mario Imperoli (1974)

### Televisione
- Il costruttore Sollness di Henrik Ibsen, regia di Mario Ferrero, 1º aprile 1960.
- La pecora bianca, commedia di L. du Garde Peach e Ian Hay, regia di Leonardo Cortese, trasmessa il 1 luglio 1962
- Resurrezione, regia di Franco Enriquez (1965) - Tv
- 1898: Processo a Don Albertario, regia di Leandro Castellani (1967) - Tv
- Il complotto di luglio, regia di Vittorio Cottafavi (1967)
- La guerra di Troia non si farà, dramma di Jean Giraudoux, regia di Andrea Camilleri, trasmessa dal Secondo programma il 3 gennaio 1968.
- La madre di Torino, regia di Gianni Bongioanni (1968) - Film TV
- La regina e gli insorti, di Ugo Betti, regia di Ottavio Spadaro (1969)
- Le inchieste del commissario Maigret, regia di Mario Landi (1972) - Tv
- Indagine su una rapina, regia di Gian Pietro Calasso (1972) - Tv
- E.S.P., regia di Daniele D'Anza (1973) - Tv
- Sotto il placido Don, regia di Vittorio Cottafavi (1974) - Tv
- Lo specchio lungo di John Boynton Priestley, regia di Ottavio Spadaro (1975)
- Il commissario De Vincenzi, regia di Mario Ferrero (1977) - Tv

## Radio
- Matilde, di Carlotta Wittig, regia di Guido Maria Compagnoni, 183 puntate, dal 9 gennaio al 20 dicembre 1985.

## Doppiaggio
- Barbara Bain in Spazio 1999
- Sandy Dennis in Chi ha paura di Virginia Woolf?
- Debbie Reynolds in Uffa papà quanto rompi!
- Janette Scott in Giungla di bellezze
- Maria Rohm in ...e poi non ne rimase nessuno
- Michèle Mercier in I tre volti della paura
- Rosenda Monteros in Tiara Tahiti
- Anouk Aimée in Il generale dell'armata morta
- Antonina Shuranova in Guerra e pace